# I. e. 519
Évszázadok: i. e. 7. század – i. e. 6. század – i. e. 5. század
Évtizedek: i. e. 560-as évek – i. e. 550-es évek – i. e. 540-es évek – i. e. 530-as évek – i. e. 520-as évek – i. e. 510-es évek – i. e. 500-as évek – i. e. 490-es évek – i. e. 480-as évek – i. e. 470-es évek – i. e. 460-as évek
Évek: i. e. 524 – i. e. 523 – i. e. 522 – i. e. 521 –  i. e. 520 – i. e. 519 – i. e. 518 – i. e. 517 – i. e. 516 – i. e. 515 – i. e. 514

## Trónra lépések
- I. Kleomenész spártai király – a legkorábbi valószínű év

## Halálozások
- II. Anaxandridész spártai király – a legkorábbi valószínű év